# Opførelsen af Aarhus Raadhus 1938-41
|  | Denne artikel er oprettet af botten Steenthbot ud fra en ekstern database. Den kan derfor have sproglige fejl eller mangler. Denne skabelon kan fjernes efter kontrol af indholdet. |

Opførelsen af Aarhus Raadhus 1938-41 er en dansk dokumentarisk optagelse fra 1941.

## Handling
Rådhuset, tegnet af arkitekterne Arne Jacobsen og Erik Møller, bliver placeret på den nedlagte kirkegård mellem Parkallé, Sønderallé og Frederiksallé. Byggeudvalget tager på studierejse til Norge og Sverige. I foråret 1938 begynder man det omfattende udgravningsarbejde. Den 24. september 1938 nedlægges grundstenene under stor festivitas forestået af borgmester Hans Peder Christensen. Anlægsarbejdet fortsættes, til vinteren 1938-39 for en tid standser arbejdet. I juni 1939 påbegyndes hovedentreprisen, og det lykkedes at føre bygningen til rejsehøjde på 175 arbejdsdage. 21. december 1939 er der rejsegilde. Herefter ligger arbejdet igen stille indtil april 1940 pga. vintervejr med hård frost. Dagen før indvielsen afsløres billedhugger Johs. Bjergs springvand 'Agnete og havmanden' - samme dag bliver rådhusuret sat i gang. 2. juli 1941, hvor Århus også fejrer 500-årsdagen for byens købstadsrettigheder., indvies rådhuset. Foruden lokale honoratiores ses rådhusets arkitekt Arne Jacobsen og Kronprinseparret Frederik og Ingrid.

## Medvirkende
- Arne Jacobsen
- Kong Frederik IX
- Dronning Ingrid